# Claes Young
Claes Young, död 1710 i Moskva, var en svensk militär.

## Biografi
Claes Young var son till regementskvartermästaren Claes Young vid Västmanlands regemente. Han blev 1672 page hos Karl XI och 1676 fänrik vid Västgöta-Dals regemente. Young deltog i slaget vid Lund, Helsingborg, Kristianstad och Malmö. Han blev 1677 löjtnant vid Södermanlands regemente och deltog i Bohus sättning och Uddevalla skans belägring. Young blev 1679 regementskvartermästare, 1688 kapten och tågade till Pommern 1699, samt Polen 1702. Han blev 1703 major och 1705 överstelöjtnant vid Kronobergs regemente. Young deltog i slaget vid Fraustadt 1706 och adaldes 5 oktober 1707 till Young. Han deltog i slaget vid Pultava och togs tillfånga vid Dniepern 1709. Därefter fördes han till Moskva, där han avled 1710.

### Familj
Young gifte sig med Karin Oljeqvist (1643–1713), dotter till biskop Johannes Matthiæ Gothus i Strängnäs stift och Catharina Nilsdotter Bohm. Hon var änka efter översten Johan Lillie af Greger Mattssons ätt vid Österbottens regemente. Young och Oljeqvist fick tillsammans barnen Anna Elisabet Young (död 1729) som var gift med salpetersjuderidirektören Anders Wirell.